# Elecciones vicepresidenciales de Ecuador de 1894
Elección del vicepresidente constitucional de la república al concluirse el periodo constitucional de Pablo Herrera.

## Candidatos y Resultados
| Partido                               | Partido                               | Vicepresidente                    | Cargos Previos                                 | Votos  | %     |
| ------------------------------------- | ------------------------------------- | --------------------------------- | ---------------------------------------------- | ------ | ----- |
|                                       | Partido Conservador Ecuatoriano       | Vicente Lucio Salazar y Cabal     | Ministro de Hacienda (1883-1890) / (1892-1894) | 21.110 | 59.69 |
| Partido Progresista-Unión Republicana | Partido Progresista-Unión Republicana | Pedro Ignacio Lizarzaburu y Borja | Ministro de lo Interior (1893)                 | 8.377  | 23.69 |
|                                       | Partido Liberal del Ecuador           | Julio Castro Bastus               | Ministro de lo Interior (1878-1879)            | 5.877  | 16.62 |

Fuente: